# Димовидалення
Димовидалення — комплекс засобів та заходів для видалення диму з приміщень під час пожежі, один з головних елементів захисту людей при пожежі. Головна мета систем димовидалення — створення всіх необхідних умов для безпечної евакуації персоналу.

## Класифікація
Системи димовидалення поділяються на такі види:
- статичні — ці пристрої припиняють роботу вентиляції в приміщеннях і, як наслідок, зупиняють поширення диму;
- динамічні — цей вид систем використовують на об'єктах з великою площею. Пристрої примусово очищають приміщення від диму лопатями і подають чисте повітря всередину.

За ступенем автоматизації поділяються на автоматичні і напівавтоматичні. Автоматичні системи з димовими пожежними сигналізаціями і системами пожежогасіння включаються самостійно одразу ж, як визначать загоряння. Напівавтоматичні системи активує персонал або мешканці будинків.
За типом спонукання поділяються на системи з штучним і природними побудниками. Устаткування з штучним спонуканням це всі системи, які були описані вище. А з природним — це звичайна вентиляція повітря.

## Основні елементи
Як основні елементи систем димовидалення використовують:
- клапани димовидалення — забезпечують прийом димових газів та подальше їх виведення в димові шахти;
- зенітні ліхтарі димовидалення — встановлюються на дахах будівель з механізмом автоматичного відкриття при пожежі з метою створення природної тяги для виводу диму в атмосферу;
- вентилятори димовидалення — для відсмоктування диму з приміщень шляхом створення розрідження;
- вентилятори підпору повітря — для створення в ліфтових шахтах та сходових клітинах надлишкового тиску, щоб виключити надходження туди диму;
- вентиляційні канали — для виводу димових газів.

## Принцип функціонування
При розповсюдженні диму по будівлі у випадку пожежі система димовидалення відкриває спеціально призначені вікна та вентиляційні люки. Результатом даної дії є вихід на зовні продуктів горіння, диму і надлишкового тепла, внаслідок чого від задимлення залишаються вільними шляхи, по яких з будівлі евакуюються люди.